# Nord et Sud (jeu vidéo)
Pour les articles homonymes, voir North and South.
Nord et Sud (The Blue and the Gray en version originale) est un jeu vidéo de type wargame conçu par Edward Grabowski et publié par Impressions Games sur DOS en 1993 et sur Amiga en 1994. Le jeu prend pour cadre la Guerre de Sécession ; à la tête de l'armée des Nordistes ou des Sudistes, le joueur doit prendre des décisions stratégiques qui détermineront l'issue du conflit.

## Système de jeu
Nord et Sud est un wargame qui simule, aux niveaux stratégique et tactique, la guerre de Sécession. Le joueur peut y commander l'armée de l’Union ou celle des états confédérés. Le jeu est divisé en deux phases : une phase stratégique et une phase tactique. Lors de la phase stratégique, l’écran affiche une carte du pays sur laquelle sont représentés les points stratégique : les villes, les voies ferrées et les unités. Dans cette phase, le joueur peut notamment recruter des troupes, qu’il peut ensuite former pour améliorer leur efficacité au combat. Il doit également gérer les différents moyens de transport à sa disposition – train et bateau – afin de déplacer ses troupes à travers le pays. Les voies ferrées constituent ainsi des points stratégiques dont les joueurs se disputent le contrôle et qui peuvent être détruite, afin de gêner le déploiement de l’armée ennemie.  
Lors de la phase tactique, qui permet de simuler les batailles qui opposent les deux camps, l’écran affiche alors une vue en 3D isométrique du champ de bataille sur laquelle les joueurs déplacent leurs unités. Ces unités peuvent être de trois types – infanterie, cavalerie et artillerie – et sont caractérisés par différents paramètres comme le nombre d’hommes ou de canon, les points de mouvements, la force d’attaque et de défense, le moral et l’entrainement. Lors de l’affrontement, le joueur donne tout d’abord des ordres à ses troupes, comme se déplacer ou se mettre en formation. Une fois les ordres donnés, le combat se déroule en temps réel à l’écran et il peut à tout moment mettre pause pour donner de nouveaux ordres.

## Accueil
| Nord et Sud     |      |       |
| Média           | Pays | Notes |
| Amiga Computing | RU   | 60 %  |
| Amiga Concept   | FR   | 52 %  |
| Amiga Format    | RU   | 52 %  |
| Amiga Power     | RU   | 66 %  |
| CU Amiga        | RU   | 69 %  |
| Gen4            | FR   | 82 %  |
| Joystick        | FR   | 77 %  |
| PC Gamer UK     | GB   | 75 %  |
| The One Amiga   | RU   | 72 %  |